# 神奈川県道216号油壷線

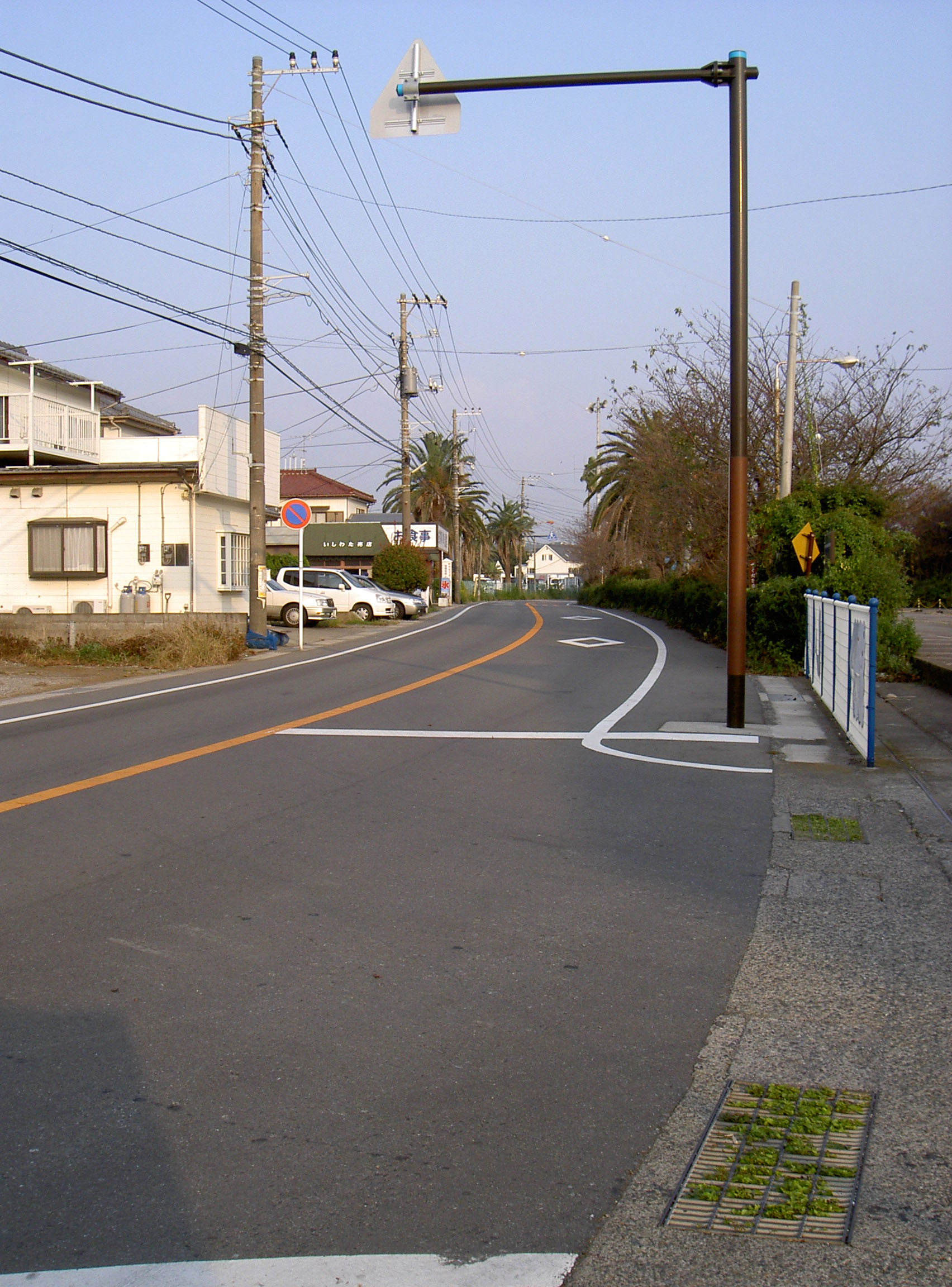
神奈川県道216号。油壺バス停付近より終点方向を望む

神奈川県道216号油壷線（かながわけんどう216ごう あぶらつぼせん）は、神奈川県三浦市を通る一般県道。相模湾に面した油壺地域から三浦半島内陸部を走る神奈川県道26号横須賀三崎線に至るルートである。沿線の地域名は「油壺」であるが、道路の名称は異体字である「油壷」が使われる。

## 概要
- 本線（Google マップ）
  - 起点：三浦市三崎町小網代 京急油壺マリンパーク前
  - 終点：三浦市三崎町諸磯・三崎町六合・原町 油つぼ入口交差点（神奈川県道26号横須賀三崎線接続）
- 全長：2.1km

## 通過する自治体
- 神奈川県
  - 三浦市

## 沿線の施設・地理
- 相模湾
- 京急油壺マリンパーク
- ホテル京急油壺 観潮荘
- 東京大学 地震研究所 地震地殻変動観測センター 油壺地殻変動観測所
- 東京大学大学院理学系研究科附属臨海実験所
- 国土地理院 油壺験潮場
- 小網代湾
- 油壺湾
- 三浦市立名向小学校